# Jean-Claude Thoenig
Jean-Claude Thoenig, né le 18 décembre 1940 à Bienne, est un sociologue franco-suisse.

## Éléments biographiques
Né le 18 décembre 1940, il fait des études en sociologie à l'université de Genève jusqu'en 1963. Il est ensuite assistant dans cette même université, puis chargé de recherche au Centre de sociologie des organisations à Paris. Il y travaille avec Michel Crozier, et participe à la création d'une approche française du management,,,.
Il devient ensuite professeur à l'École polytechnique fédérale de Lausanne, en 1975, puis à l'Institut européen d'administration des affaires (INSEAD) à Fontainebleau, tout en étant chargé de recherche, à partir de 1977, puis directeur de recherche, en 1984, au CNRS, notamment à Dauphine Recherche en Management (UMR 7088 du CNRS et de l’université Paris-Dauphine),.

## Distinctions
- Chevalier de la Légion d’honneur[8],
- Officier du Mérite agricole,
- Médaille de bronze du Centre national de la recherche scientifique[9],
- Honorary fellow de l'Université de Birmingham,
- Honorary Member du European Group for Organizational Studies (EGOS)[10],
- Mention spéciale pour le livre sur La marque au  Grand Prix Harvard et L’Expansion,
- Prix Mutation et Travail, prix Le Stylo d’Or et prix du livre RH SciencesPo/Syntec/Le Monde pour l'ouvrage « Quand les cadres se rebellent ».

## Œuvres (sélection)
- (avec Michel Crozier).  The Regulation of Complex Organised Systems.  Administrative Science Quarterly, 1976, vol. 21, n° 4: 547-70.
- (avec François Dupuy). Public Transportation Policy Making in France as an Implementation Problem. Policy Science, 1979, vol.11, n° 1: 1-18.
- (avec François Dupuy). L'administration en miettes. Paris, Fayard, 1985[11].
- (avec François Dupuy). La loi du marché. L'électroménager en France, aux Etats-Unis   et au Japon. Paris, L'Harmattan, 1986.
- L’ère des technocrates. Paris, L'Harmattan (édition révisée), 1987.
- (avec Yves Mény). Les politiques publiques. Paris, Presses Universitaires de France, 1989[12],[13],[14],[15].
- (avec Kapferer J.-N.). La marque, moteur de la compétitivité des entreprises et de la   croissance de l'économie. Paris, Mc Graw-Hill, 1989.
- (avec Gatto D.). La sécurité publique à l'épreuve du terrain. Paris , L'Harmattan,    1993.
- (avec Duran P.).  L’Etat et la gestion publique territoriale. Revue Française de Science Politique, 1996, vol. 46, n° 4: 580-623.
- (avec Michaud C.)  Making Strategy and Organization Compatible. London, Palgrave Macmillan, 2003.
- (avec Koza M.). Organizational Theories of the Firm. Organization Studies, 2003, vol. 24, n° 8.
- « Politique publique ». In Boussaguet L., Jacquot S. et P. Ravinet (dir.). Dictionnaire de l’analyse des politiques publiques. Paris, Presses de Sciences Po, 2004.
- (avec Waldman C.). The Marking Enterprise. Business Success and Societal Impact. London, Palgrave, 2007.
- (avec David Courpasson). Quand les cadres se rebellent. Paris, Vuibert, 2008[16], [17],[18].
- (avec Michaud C.). L’organisation et ses langages: Interpréter pour agir. Laval, Presses universitaires de Laval, 2009.
- (avec Arellano D., Demortain D. et C. Rouillard).  Bringing Public Organization and Organizing Back in. Organization Studies, 2013, vol. 34, n° 2.
- (avec Paradeise Catherine.). In Search of Academic Quality. London, Palgrave Macmillan, 2015[19].
- (avec Gibert P.). La modernisation de l’Etat. Une promesse trahie. Paris, Garnier, 2019,  (ISBN 978-2-406-09265-0).